# ليه ريد
ليه ريد (12 ديسمبر 1952 في المملكة المتحدة - ) (بالإنجليزية: Les Reed)‏ هو مدرب كرة قدم ولاعب كرة قدم بريطاني في مركز الهجوم. لعب مع كامبريدج يونايتد ونادي واتفورد وويكمب وندررز.

## وصلات خارجية
- ليه ريد على موقع قاعدة بيانات كرة القدم.إي يو (الإنجليزية)
- ليه ريد على موقع Soccerbase.com (مدرب) (الإنجليزية)